# Janinów (województwo opolskie)
Janinów – kolonia w Polsce położona w województwie opolskim, w powiecie oleskim, w gminie Rudniki.
W latach 1975–1998 miejscowość położona była w województwie częstochowskim.
W Janinowie znajduje się stacja linii kolejowej nr 181 (Wieluń Dąbrowa - Herby Nowe).